# 犹格-索托斯
犹格-索托斯（英語：Yog-Sothoth）是美国小说家霍华德·菲利普·洛夫克拉夫特所创作的《克苏鲁神话》系集中的一个角色，其外形为聚集着的亿万光辉球体。
犹格-索托斯的别名為“门之钥”或“一生万物、万物归一者”，在奥古斯特·威廉·德雷斯为《克苏鲁神话》所建构的体系中，犹格-索托斯是外神當中象征“地”這個元素的神靈之一。

## 故事世界中的犹格-索托斯
犹格-索托斯居于时空连续体之外，一般认为它不存在于这个宇宙和这个维度中，也不受时间和空间束缚。
据推测，犹格-索托斯知晓一切事物，其智识甚至要超过伊波-兹特尔（Yibb-Tstll）。如果能“取悦”它的话，它可能会赐以知识作报偿，但正如克苏鲁神话中的一般事例一样，对这种知识的探求通常都会招致灾难性的结局。有许多作者都描述过，犹格-索托斯如何将人类作为自己的牺牲，永久地奴役他们。

### 別名和形容
- 「既是人類亦非人類，既是脊椎動物亦是無脊椎動物，既有意識亦無意識，既是動物亦是植物。」[1]
- 「卡特明白等同於自己的存在」[1]
- 「卡特自己的原型」[2]
- 「超越時間和空間，唯一一個窮極且永遠的＜卡特＞」[3]
- 「在尚未誕生的未来世界中，被稱為倫道夫·卡特的荒謬不合理的種族實體」[4]
- 「幼年時所見的夢中那充滿誘惑的領域」[5]
- 「亞狄斯星的魔導士Zkauba不斷地重複、持續夢見的夢」[4]
- 「不僅是地球、全太陽系都不可不知曉的，近似於鳥鳴與低語的聲音」[6]
- 「區域性、自我一體感、無限性組合成的模糊恐懼」[7]
- 「力的渦動」[8]
- 「銀之鑰匙，通往時空拱門」
- 「超越存在、大小、範圍這所有概念者」[8]
- 「原型的無限眩目、無法到達的高度」[9]
- 「不變且無限的現實」[10]
- 「唯一的原型且永遠的存在」[11]
- 「＜窮極的原型＞」[2]
- 「深淵和全能的＜實體＞」[12]
- 「連講述都令人忌憚的神聖存在」[3]
- 「雕刻在印度寺院中具有許多四肢和頭的彫像」[13]
- 「＜真實之人＞」[14]
- 「＜彼之者＞」[15]
- 「＜它＞」[2]（IT[16]）

### 外貌
無形的怪物。在時空間的最底部、混沌之中永遠的聚合並分裂。雖有觸手，但那只是一群放射強光的彩虹色球體之集合。猶格-索托斯的化身烏姆爾-亞特-塔維爾，外觀像披著面紗 (Veil)的人類，帶領持有銀鑰的人前往窮極之門（通向遙遠過去未見之景的大門）。這個化身也被稱為「領路人」、「窮極之門的守護者」、「太古永生者」。
猶格-索托斯是具有實體的神靈，坐鎮於超越銀鑰能開啟的「窮極之門」的地方，過去曾與沃特雷家的女性生下孩子。約翰·迪伊和初代倫道夫·卡特等伊莉莎白時代的魔法師們認為獲得猶格-索托斯就能抵達神的領域。

### 相關咒語
在《死靈之書》中，猶格-索托斯既是通往「外神」居所外宇宙的門，也是門鑰和其守護者，同時也是宇宙秘密本身。打開這扇門的咒語在『死靈之書』有記載，但除17世紀出版的拉丁文版以外都少去最重要的部分。「來自猶格斯（Yuggoth）者」將猶格-索托斯稱作「超越者」並信仰崇拜，中黑魔法師喬瑟夫‧卡文（Joseph Curwen）編出召喚猶格-索托斯的咒文，詠唱咒文並見到了彼之者。

### 到達猶格-索托斯的程序
以下為到達猶格-索托斯的程序大要。以猶格-索托斯為目標者會受到烏姆爾·亞特-塔維爾的引導，從「第一門」到達「窮極之門」。
1. 到「第一門」，確認前往「窮極之門」的意志[18]。
2. 異形者會在六角形的台座發出低音，並跟隨發光球體的節奏搖擺身體[18]。
3. 據陷入沉睡的異形者之夢，「窮極之門」會以物質之姿顯現[18]。
4. 被投進無法測記的深淵，作為在抵達「窮極之門」前的障礙，漂流在帶有玫瑰香氣的海洋[18]。
5. 海洋盡頭能看見「窮極之門」巨大的、岩石組成的拱門[18]。
6. 遵照儀式移動「銀鑰」，詠唱咒文並持續向前方漂[18]。
7. 通過「窮極之門」[18]。

## 其他
於霍華德·菲利普·洛夫克拉夫特作小説《查尔斯·迪克斯特·瓦德事件》初次提及名字。也在《敦威治恐怖事件》、《穿越銀鑰之門（Through the Gates of the Silver Key）》等書中登場。
透過奧古斯特·德雷斯之手完善的克蘇魯神話體系中，被放在危害人類位置的舊日支配者、外神的其中一柱。猶格-索托斯被逼到時空連續體的外側、雖鄰接所有卻無法去到任何地方的區域。並且處在外世界的生物，必須利用「銀鑰」通過猶格-索托斯前往【通向他處之門】。

### 名字
正確發音出舊日支配者的名字會面臨危險，另一說是人類無法正確發音出他們的名字。因此會擁有複數稱呼。
- 猶格-索托赫
- 猶格-索托特
- 猶格-索托赫斯

以下舉列它眾多的別名、稱號。
- 門之鑰（The Key and the Gate）
- 一生萬物、萬物歸一者（The All-in-One, The One-in-All）
- 超越者（The Beyond One）
- 闢路者（Opener of the Way）
- 外神
- 混沌的媒介
- 原始言語的表現
- 虛空之門
- 「被幽閉在漆黑闇影的外在知性」

### 外貌
顯現時的姿態，是不斷變換型態與大小、放射出彩虹色光輝的球體之集合，並球體間不斷地進行聚合和分裂。觸碰這些球體會產生水泡、組織乾燥、骨骼露出等後果。

### 與其它神靈之間的關係
以猶格-索托斯為首的各神族譜，是洛夫克拉夫特在寄給朋友的信件中半開玩笑的對話。根據其內容，猶格-索托斯是從阿撒托斯所生的「無名之霧（Nameless Mist）」中誕生的。依照林‧卡特的設定，克蘇魯、哈斯塔、烏素姆（Vulthoom）是猶格-索托斯的兒子。猶格-索托斯也被認為是莎布-尼古拉絲的丈夫，之間生下納格（Nug）及耶布（Yeb）兩子。在《敦威治恐怖事件》中，與拉薇妮亞·沃特雷生下威爾伯與其異形無名的弟弟一對混血雙胞胎。其他也有設定稱札特瓜是猶格-索托斯的孫子。
有愛好者認為犹格-索托斯並不是阿撒托斯的孫子，相反, 犹格-索托斯才是生出阿撒托斯的神靈，祂遍在於所有㝢宙之中，包括阿撒托斯在內的一切事物都是犹格-索托斯所化生出來的。

### 咒文
是復活死者的咒文的一部分。
Y'AI'NG'NGAH
YOG-SOTHOTH
H'EE-L'GEB
F'AI THRODOG
UAAAHH
與此對應的是將死者回歸成鹽的咒文。
OGTHROD AI'F
GEB'L-EE'H
YOG-SOTHOTH
'NGAH'NG AI'Y
ZHRO
奧古斯特·德萊斯(August Derleth)著，《居於戶口之物(The Lurker at the Threshold)》中的猶格·索托斯召喚咒文：
Ia! Ia! N'ghaa n'nghai! 
Ia! Ia! N'gai, n'yah, n-yah, shoggog, phfaghn! 
Ia ! la ! Y-hah, y y-nayah, n-yah! 
N'ghaa n'n'ghau  waf'l pthanghn-Youg-Sothoth! Yog-Sothoth!... 
Ia, Ia, Yog-Sothoth! Ossadogowah!
以下为召唤犹格-索托斯的咒文（暂无完全翻译）：
Hear me!（聆听我的召唤） King of Infinite Space!（无尽虚空之王） Planetmover!（移星者） The Foundation of Fastness! （坚固的基础）Ruler of Earthquakes!（地震之掌控者） The Vanquisher of Terror! （恐怖的征服者）The Creator of Panic!（痛苦的创造者） Destroyer!（毁灭者） The Shining Victor!（荣耀的胜者） Son of Chaos and the Void!（虚空与混乱之子） The Guardian of the Abyss!（深渊的监护人） God of the Outermost Darkness!（原暗之神） Lord of Dimensions!（维度之主） Riddle-knower!（谜一般的智者） Guardian of The Secrets!（秘密的守护者） Lord of the Labyrinth!（迷宫之主） Master of the Angles!（角度的大师） God of the Whiporwills!（暂译：夜鹰之神） Omega point!（最后之尖端） Lord of the Gate!（门之主） Opener of the Way!（辟途者） The Oldest! All-in-One! The One by Life Prolonged!（太初的全能的永生之主）Umr At-Tawil! (عمر الطويل) （乌梅尔·亚特-塔维尔）Iak-Sathath!（意义不明） Yog Sothoth NAFL'FTHAGN!!!（犹格-索托斯 NAFL'FTHAGN) Your servant call upon you!（你的仆人召唤着您）

## 猶格-索托斯的化身
犹格-索托斯在这个宇宙中有数个化身。它们分别如下：
- 亚弗戈蒙(Aforgomon)
- “居于户口之物”(The Lurker at the Threshold)
- 塔维尔·亚特乌姆尔(Tawil at'Umr)

## 出典
1. 1 2  H. P. 洛夫克拉夫特 1989，第132頁
2. 1 2 3  H. P. 洛夫克拉夫特 1989，第142頁
3. 1 2  H. P. 洛夫克拉夫特 1989，第141頁
4. 1 2  H. P. 洛夫克拉夫特 1989，第147頁
5. ↑  H. P. 洛夫克拉夫特 1989，第121頁
6. ↑  H. P. 洛夫克拉夫特 1989，第130頁
7. ↑  H. P. 洛夫克拉夫特 1989，第134頁
8. 1 2  H. P. 洛夫克拉夫特 1989，第137頁
9. ↑  H. P. 洛夫克拉夫特 1989，第138頁
10. ↑  H. P. 洛夫克拉夫特 1989，第139頁
11. ↑  H. P. 洛夫克拉夫特 1989，第140頁
12. ↑  H. P. 洛夫克拉夫特 1989，第149頁
13. ↑  H. P. 洛夫克拉夫特 1989，第133頁
14. ↑  H. P. 洛夫克拉夫特 1989，第129頁
15. ↑  H. P. 洛夫克拉夫特 1989，第119頁
16. ↑  H. P. 洛夫克拉夫特 2009，第http://hplovecraft.com/writings/texts/fiction/tgsk.aspx頁
17. 1 2 3 4 5 6 7 8 9  森瀬繚 2005，第18頁
18. 1 2 3 4 5 6 7 8 9  森瀬繚 2005，第19頁
19. ↑  ,   [2023-04-26], （原始内容存档于2023-04-30） （中文（中国大陆））